# Gustáv Bánovec
Gustáv Bánovec (5. srpna 1926 – 17. února 2010) byl slovenský fotbalista, útočník a záložník.

## Fotbalová kariéra
V československé lize hrál za Slovenu Žilina a ATK Praha. Dal 3 ligové góly.

## Ligová bilance
| Ročník                                     | Zápasy | Góly | Klub           |
| ------------------------------------------ | ------ | ---- | -------------- |
| Státní liga 1947/48                        | -      | 3    | Slovena Žilina |
| Státní liga 1948                           | -      | 0    | Slovena Žilina |
| Státní liga 1948                           | -      | 0    | ATK Praha      |
| Celostátní československé mistrovství 1949 | -      | 0    | ATK Praha      |
| Celostátní československé mistrovství 1950 | -      | 0    | ATK Praha      |
| Celostátní československé mistrovství 1950 | -      | 0    | Slovena Žilina |
| Mistrovství československé republiky 1951  | -      | 0    | Slovena Žilina |
| Mistrovství československé republiky 1952  | -      | 0    | Slovena Žilina |
| 1. československá fotbalová liga 1956      | 4      | 0    | Dynamo Žilina  |
| CELKEM                                     | -      | 3    |                |